# Centerville (Utah)
Centerville è un comune degli Stati Uniti d'America, nella Davis nello Stato dello Utah.